# Jacques-René Hébert
Jacques René Hébert (Alençon, 15 de novembre de 1757 - París, 24 de març de 1794) fou durant la Revolució Francesa l'editor del diari extremista radical Le Père Duchesne. Els seus seguidors eren denominats hébertistes; a vegades, a Hébert li donaven el sobrenom de Père Duchesne, tret de la capçalera del seu diari.

## Primers anys
Nascut el 15 de novembre de 1757 a Alençon (Normandia), fill del joier Jacques Hébert, mort el 1766, i de Marguerite Beunaiche d'Houdrie (1727-1787). Quan ell encara era jove, la seva família va quedar a la ruïna a causa d'un plet, i Hébert se'n va anar a París, on va trobar feina en un teatre; a estones perdudes, s'entretenia escrivint obres, les quals mai no van arribar a representar-se. El 1790, va començar a ser conegut arran d'un pamflet que va publicar, i esdevingué el 1791 un membre destacat del club dels Cordeliers.

## Le Père Duchesne
La influència política d'Hébert es degué als articles que publicava al seu diari Le Père Duchesne, que aparegué des de 1790 fins a 1794. Es tractava d'uns articles polèmics, escrits en un estil mordaç, a vegades violent i agressiu, amb un llenguatge directe concebut per arribar a persones properes als sans culottes. En un principi, Le Père Duchesne va donar suport a la monarquia constitucional amb Lluís XVI com a rei, com també a les opinions de La Fayette; aleshores, els seus atacs s'adreçaven a Jean-Sifrein Maury, el principal opositor a la Constitució Civil del Clero. Tanmateix, després dels fets de la fugida a Varennes (21 de juny de 1791) va començar a prendre postures antimonàrquiques denominant Maria Antonieta la "puta austríaca" i dient-li a Lluís XVI "Monsieur veto, el dròpol borratxo".

## El Terror
En el moment de la insurrecció del 10 d'agost de 1792, Hébert era membre de la Comuna revolucionària de París i esdevingué el segon substitut del procurador de la Comuna el 2 de desembre de 1792. A causa dels seus violents atacs contra la presència dels girondins a la Convenció Nacional, fou detingut el 24 de maig de 1793, però fou alliberat a causa de l'actitud amenaçant de les masses. El to dels seus articles va radicalitzar-se encara més després de l'assassinat de Jean Paul Marat el 13 de juliol de 1793; en realitat, els fets dels dies 4 i 5 de setembre de 1793, en què els sans culottes ocuparen la seu de la Convenció per obligar-la a aplicar el Terror, foren un èxit personal d'Hébert, els atacs del qual contra Maria Antonieta foren un dels fets que dugué a l'execució de la reina a la guillotina el 16 d'octubre de 1793. Aleshores molt popular, Hébert va organitzar juntament amb Pierre Gaspard Chaumette el culte de la Raó, contraposat al culte de l'Ésser Suprem instaurat per Robespierre, contra el qual va intentar instigar un moviment popular, el fracàs del qual va dur a la detenció dels hebertistes.
Hébert, que durant el règim del Terror s'havia mostrat sempre més radical que Robespierre i el Comitè de Salvació Pública, i els seus seguidors foren executats el 24 de març de 1794. Segons s'explica, en el camí cap al patíbul, Hébert estava histèric i va desmaiar-se en veure la guillotina, l'acompanyava per ser també executat el seu company Ronsin. La seva dona Marie Marguerite Françoise Hébert (de soltera Goupil) (nascuda el 1756), que havia estat monja, fou executada vint dies després. Havien tingut una filla Scipion-Virginia Hébert (7 de febrer de 1793- 13 de juliol de 1830).